# T-50
T-50 je bio Sovjetski tenk koji se proizvodio do siječnja 1942. godine a zamišljen je kao nasljednik već zastarjelog T-26. Novi tenk je sadržavao neke nove i napredne karakteristike, no zbog velikih komplikacija i skupoće ukupno je proizvedeno samo 69 operativnih vozila.

## Razvoj i dizajn
T-50 je laki pješadijski tenk koji je razvijen malo prije početka drugog svjetskog rata za potrebe Crvene armije. Iskustva iz Španjolski građanskog rata pokazala su da je potrebno zamijeniti i uvesti nove tenkove kako bi se osvježila već zastarjela flota sovjetskih tenkova.
Prije 1939. većina tenkova u Crvenoj armiji su bili izmijenjeni tenkovi inozemnog dizajna.
Očekivalo se da novi laki tenk T-50 zamjeni T-26 te postane najbrojniji sovjetski laki tenk koji bi djelovao uz brzi BT.
Razvoj T-50 započinje 1939. u OKMO dizajnerskom birou. Razvijeno je nekoliko prototipova no samo prototip pod nazivom T-126 kreće u dalji razvoj.
Uz velike teškoće i promjenu dizajnerskog biroa, novi tenk je završen u siječnju 1941. te je uskoro dobivena i dozvola za proizvodnju, no zbog tehničkih problema proizvodnja je opet bila zaustavljena.
U međuvremenu u Ukrajini je proizveden ekonomični T-34 srednji tenk koji bi zamijenio brzi BT tenk.
Nakon njemačke invazije u lipnju sve tenkovske tvornice dobivaju naređenje da ubrzaju proizvodnju te konačno započinje produkcijska proizvodnja T-50.
Dizajn T-50 je bio odličan no zbog tehničkih problema, komplicirane proizvodnje, skupoće i potrebe za brzom proizvodnjom jeftinih tenkova, proizvodnja prestaje već u siječnju 1942. te ga je zamijenio puno jednostavniji T-60.
U kratkom razdoblju u kojem se proizvodio ukupno je izrađeno 69 T-50 tenkova, a 48 ih je bilo naoružano i spremno za borbu.
T-50 se dijelio u dvije glavne inačice: osnovnu i osnovnu inačicu s pojačanim oklopom. Oklop je pojačavan jer se otkrilo da su Nijemci razvili snažna protu-tenkovska oružja, a nakon pojačavanja oklop tenka je iznosio 57mm.
Jedan od glavnih problema kod T-50 je bio što je koristio poseban tenkovski motor za razliku od dotadašnjih sovjetskih tenkova koji su koristili obične kamionske motore. To je znatno povećalo cijenu te je stvaralo probleme jer se motor nije mogao zamijeniti na terenu dok ne dođe novi specijalizirani iz tvornice.
Uz to njegov motor se često kvario a dizajneri nisu mogli otkriti uzroke kvarova.

## Povijest korištenja
Na početku rata na istočnom frontu mali broj operativnih T-50 tenkova je poslan na Lenjingradsku frontu. Zbog slabog korištenja nepoznato je kako se snalazio na terenu, no prema tvorničkim specifikacijama, lako se mogao nositi s ranim njemačkim tenkovima no to nije provjereno.
1944. Finske snage su zarobile jedan T-50. te se danas nalazi u muzeju u Paroli.
Do 1943. laki pješadijski tenovi su smatrani zastarjelima te su njihovu ulogu preuzele snažne samohodne strojnice i lako-oklopljena vozila.